# Solenangis clavata
Solenangis clavata là một loài thực vật có hoa trong họ Lan. Loài này được (Rolfe) Schltr. miêu tả khoa học đầu tiên năm 1918.